# Viêm amidan
Viêm amidan , hay Viêm hạch hạnh nhân (dịch từ tiếng Đức: Mandelentzündung)(Tonsillistis), là sự biến đổi ác tính của tế bào biểu mô phủ amidan. Về lý thuyết có thể chẩn đoán sớm nhưng thực tế thì rất ít trường hợp được chẩn đoán sớm do nhầm lẫn với các bệnh viêm nhiễm vùng hầu họng.

## Về mô học
Cấu tạo của amidan gồm biểu mô phủ và biểu mô liên kết nên có hai loại: ung thư biểu mô và sarcomma. Trong đó loại biểu mô thường gặp nhiều hơn. Đối với loại biểu mô, gồm hai loại: ung thư biểu mô vẩy chiếm khoảng 75 %, còn lại là ung thư biểu mô không biệt hóa.

## Bệnh với lứa tuổi và giới tính
Bệnh thường gặp ở lứa tuổi 40 đến 70. Tỷ lệ gặp ở nam/nữ là 2,8 lần. Nhưng gần đây bệnh đã gặp ở lứa tuổi trên 20

## Triệu chứng
Các triệu chứng thường gặp của viêm amiđan bao gồm:
- Màu đỏ và/hoặc sưng vùng amidan
- Các mảng màu trắng hoặc màu vàng trên vùng amiđan
- Nhạy cảm, cứng, và/hoặc sưng cổ
- Sưng hạch bạch huyết
- Đau họng
- Ho
- Đau đầu
- Đau mắt
- Đau nhức cơ thể
- Đau tai
- Sốt
- Ớn lạnh
- Mũi tắc nghẽn
- Loét

Trong trường hợp viêm amiđan cấp tính, bề mặt của amiđan có thể là màu đỏ tươi và với các khu vực có thể nhìn thấy những vệt trắng hoặc có mủ.
Các ảnh hưởng chủ yếu là đau họng 60 %, nuốt vướng 73%, đổi giọng nói 40%, khạc ra máu 25%, nuốt nghẹn 20%, khít hàm 18 %.

## Nguyên nhân
- Do bị lạnh, các vi khuẩn và virus có sẵn ở mũi họng trở nên gây bệnh.
- Sau các bệnh nhiễm khuẩn lây của đường hô hấp trên như cúm, sởi, ho gà …Vi khuẩn bội nhiễm thường là liên cầu, tụ cầu; đặc biệt nguy hiểm là liên cầu tan huyết (nhóm A); Tạng bạch huyết; Có một số trẻ có tổ chức bạch huyết phát triển rất mạnh. Nhiều hạch ở cổ, ở họng quá phát rất dễ bị viêm nhiễm, tạo điều kiện thuận lợi cho viêm amiđan.
- Vệ sinh răng miệng kém, bị viêm nhiễm amiđan, viêm họng nhiều lần cũng làm tăng nguy cơ ung thư amiđan
- Do cấu trúc và vị trí của amiđan: VA và Amidan có nhiều khe hốc, là nơi vi khuẩn dễ trú ẩn và phát triển. Hơn nữa Amidan nằm trên ngã tư đường ăn-đường thở là cửa ngõ cho vi khuẩn, virus xâm nhập vào.
- Sử dụng thuốc lá, rượu, bia và các thức uống có cồn.
- Lạm dụng việc quan hệ tình dục sử dụng miệng.
- Yếu tố môi trường như hít khói bụi, làm việc căng thẳng bị stress… cũng là yếu tố gây viêm amiđan.
- Chế độ ăn uống thiếu vitamin A, ít rau xanh, củ quả, trái cây hoặc là chế độ ăn nhiều thịt đặc biệt là các loại thịt muối hoặc hun khói cũng là yếu tố nguy cơ ung thư amiđan.

## Điều trị
Có nhiều cách thức điều trị ung thư amiđan như phẫu thuật, xạ trị, hóa trị. 
Đối với ung thư amiđan giai đoạn sớm có thể lựa chọn một trong hai cách hoặc là phẫu thuật, hoặc là xạ trị, hiệu quả 2 cách này là như nhau tuy nhiên nếu ở giai đoạn muộn hơn thì việc điều trị khó khăn hơn, phải kết hợp các phương pháp điều trị như phẫu thuật với xạ trị, hóa trị với xạ trị. 
Giai đoạn muộn điều trị khó khăn hơn và có nhiều biến chứng hơn. 
Phẫu thuật ung thư amidan: phẫu thuật viên sẽ lấy toàn bộ các tổn thương amiđan và hố amiđan đồng thời có thể nạo hạch cổ 1 bên hoặc 2 bên sau đó nếu phẫu thuật chưa an toàn hoặc hạc cổ dương tính có thể kết hợp xạ trị sau khi mổ. 
Hóa trị: trong trường hợp ung thư amiđan nói riêng và ung thư đầu cổ nói chung thường điều trị phối hợp chứ không điều trị hóa trị riêng lẻ. Bác sĩ có thể lựa chọn hóa trị trước sau đó mới phẫu thuật hoặc hóa trị trước sau đó xạ trị hoặc phương pháp mà bây giờ rất được nhiều thầy thuốc lựa chọn đó là hóa xạ trị đồng thời. Đó cũng là một cái tiến bộ làm tăng hiệu quả điều trị ung thư amiđan. 
Giai đoạn sớm T0, T1, T2 bướu nhỏ hơn 4 cm và không có hạch có thể điều trị bằng một trong 2 phương pháp hoặc là phẫu thuật, hoặc là xạ trị. 
Đối với giai đoạn 2 trở nên chúng ta có thể phối hợp cả hai phương pháp là phẫu thuật và xạ trị trong điều kiện là thể trạng bệnh nhân tương đối tốt, bệnh nhân đi lại tương đối bình thường và tuổi dưới 70. 
Tỉ lệ thành công các phương pháp trên: Đối với ung thư amidan được chẩn đoán ở giai đoạn sớm thì khi áp dụng các phương pháp trên tỉ lệ sống được trên 5 năm là 100%, giai đoạn 2 là 90% và giai đoạn 3 giảm xuống còn 75%, giai đoạn 4 chỉ còn 25% 
Tiến bộ trong điều trị ung thư amiđan chúng ta thường đề cập tới hóa trị và xạ trị. Hiện nay rất nhiều thuốc mới được nghiên cứu và áp dụng, thực tế tại Việt Nam các loại thuốc nhắm trúng đích đã được sử dụng.
Sử dụng thảo dược
Là phương pháp mới được áp dụng trong những năm gần đây do nhu cầu điều trị viêm amidan an toàn, không dùng kháng sinh tăng lên. Thay vì, sử dụng kháng sinh và cắt Amidan như các bác sĩ đề xuất, người bệnh hoàn toàn có thể lựa chọn các sản phẩm có chứa thảo dược để giải quyết vấn đề của mình.
Một số thảo dược tiêu biểu trong điều trị viêm amidan mà bạn có thể tham khảo, gồm: Cúc Lục Lăng, Xuyên Tâm Liên, Sơn Đậu Căn, Thăng Ma, Lược Vàng...